# 정현 (배우)
정현(1945년 9월 14일 ~ )은 대한민국의 연극 배우 겸 영화 배우이다. 소속은 극단민예이다.

## 출신학교
- 중앙대학교 연극영화 학사

## 출연

### 방송
- 《제4공화국》 (1995년)

## 수상 경력
- 황희연극상
- 한국연극영화제 남자연기상